# Eutoxeres condamini
El picohoz colicanela (Eutoxeres condamini), también denominado pico-de-hoz de cola canela (en Perú) , pico-de-hoz colihabano, pico de hoz colianteado (en Ecuador) o pico-de-hoz colicanelo (en Colombia),  es una especie de ave apodiforme de la familia Trochilidae, una de las dos pertenecientes al género Eutoxeres. Es nativo de regiones sub-andinas del oeste de América del Sur.

## Distribución y hábitat
Se distribuye por el piedemonte oriental de los Andes, adyacente a la Amazonia, desde el suroeste de Colombia, por el este de Ecuador, este de Perú, hasta el noroeste de Bolivia.
Esta especie es considerada localmente común, llegando a ser abundante en algunos locales, en una variedad de hábitats, principalmente en el sotobosque de bosques húmedos, con frecuencia en áreas abiertas, cultivadas o perturbadas, como plantaciones; bosques musgosos, bosques pantanosos, quebradas boscosas, cerca de cursos de agua y de bambuzales, entre los 180 y 3300 m de altitud.

## Descripción
Mide de 13 a 15 cm de longitud y pesa entre 8 y 12,5 g. El pico es muy curvo. Sus partes superiores son de color verde mate tornasolado, mientras que el vientre es blanquecino y manchado de oscuro. El cuello tiene un parche azul tenue. Tiene una franja desnuda en la parte superior de la cabeza, por lo general oculta. Las tres rectrices exteriores son de color canela profundo, más visible desde abajo; las puntas de las rectrices son blancas.

## Comportamiento

### Alimentación
Su pico está adaptado para tomar el néctar de flores como las de Centropogon y Heliconia. Adicionalmente captura y consume artrópodos pequeños.

### Reproducción
Construye un nido a poca altura del suelo. La hembra pone dos huevos que incuba durante 16 a 18 días; los pichones abandonan el nido 22 a 24 días después de la eclosión y alcanzan la madurez sexual entre el primero y segundo año de edad.

## Sistemática

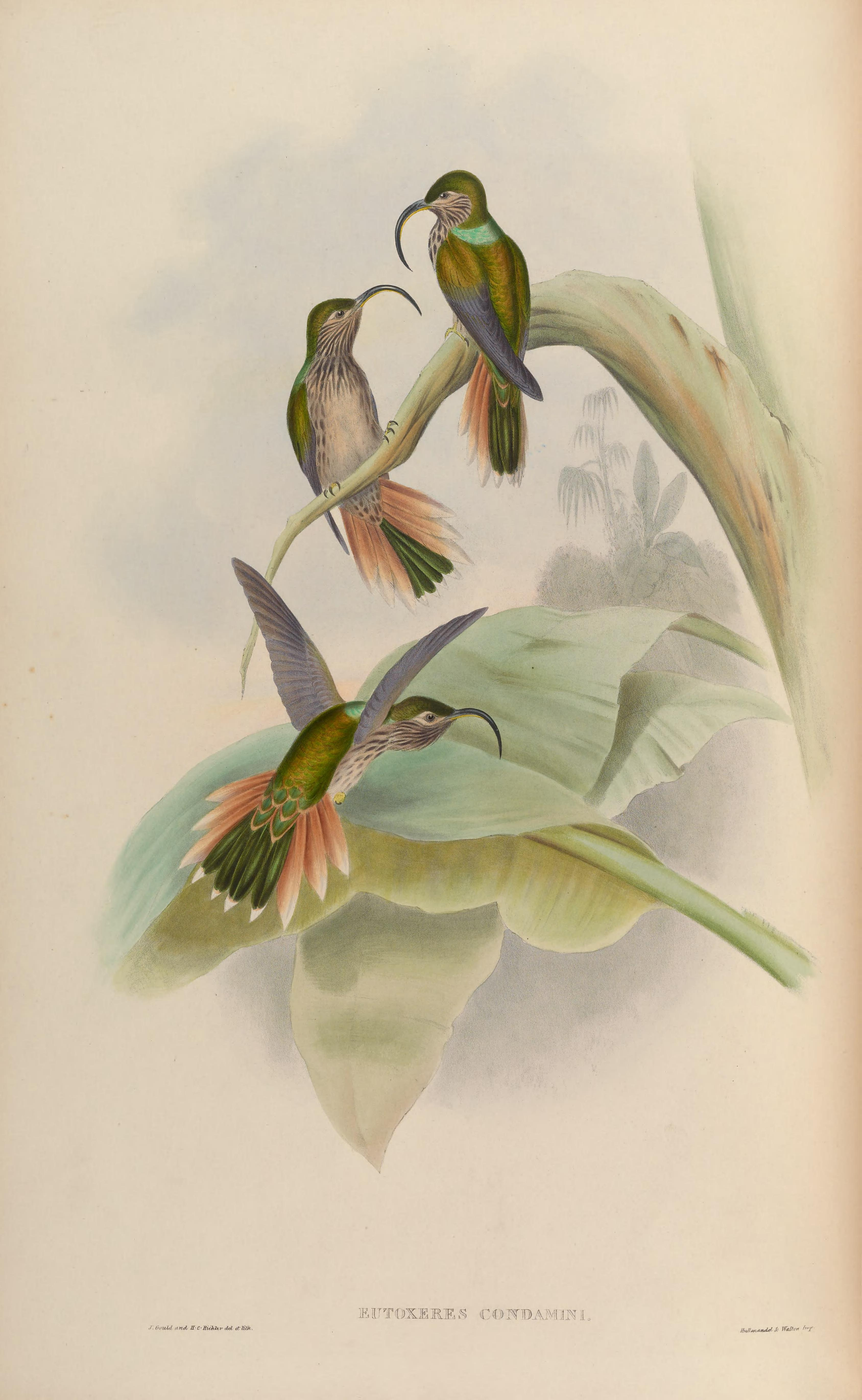
Eutoxeres condamini, ilustración de Gould y Richter en A monograph of the Trochilidae, or family of humming-birds, 1849.

### Descripción original
La especie E. condamini fue descrita por primera vez por el ornitólogo francés Jules Bourcier en 1851 bajo el nombre científico Trochilus condamini; su localidad tipo es: «Archidona, Ecuador».

### Etimología
El nombre genérico masculino «Eutoxeres» se compone de las palabras del griego «eu» que significa ‘fino’, y  «toxērēs» que significa ‘arquero’; y el nombre de la especie «condamini», conmemora a Charles Marie de la Condamine (1701–1774), científico, matemático y explorador francés en la Amazonia.

### Taxonomía
La separación geográfica de las subespecies no está bien definida, con una progresiva intergradación en el norte del Perú.

### Subespecies
Según las clasificaciones del Congreso Ornitológico Internacional (IOC)  y Clements Checklist/eBird  se reconocen dos subespecies, con su correspondiente distribución geográfica:
- Eutoxeres condamini condamini (Bourcier, 1851) – oriente de los Andes desde el sur de Colombia (Caquetá) al sur hasta el norte de Perú. Pico más largo y parte baja del vientre más rayada.
- Eutoxeres condamini gracilis Berlepsch & Stolzmann, 1902 – oriente de los Andes desde el centro del Perú (al sur desde Huánuco) hasta el noroeste de Bolivia.